# クリーンアップ (アニメ制作)
アニメの制作工程におけるクリーンアップ（英: clean-up）は原画を作品用に清書する工程である。クリンナップ、原画トレスとも。

## 概要
クリーンアップは動画のサブ工程のひとつであり、原画の後工程である。クリーンアップでは原画と作監修正をトレースし清書された線画を描く。この線は完成したフィルムの中で視聴者が直接目にすることになる。後工程は中割であり、中割ではクリーンアップの出力（清書された原画）を基準として間のコマが描かれる。
古典的には原画と修正原画の上に新しい紙を敷いてトレースする。2010年代以降はデジタル作画が一般的になった。デジタルでは仕上の工程でゴミを取ったり線修正がいらなくなるので仕上マンは助かる。
「クリーンアップ」は単に線を「きれいに」整えるわけではない。アニメーターは、通常は一人ではなくアニメーター集団であるが、原画・修正原画・絵コンテを参照して、あたかも1人のアーティストがフィルム全体を作成したかのように見せる。クリーンアップを担当するアーティストは、作画監督の意図に従い（通常「作画注意事項」「動画注意事項」として原画と一緒に上がってくる）、その演技と動作に忠実にトレースする。クリーンアップをするには正確な描線が必要で、動画検査の指示に応じて描き直したりもするため、通常、原画の2倍の時間がかかる。
日本の一般的なスタジオでは新人動画マンが担当する。経験を積んだのち中割や原画にステップアップする人も多い。海外では完全な分業制のスタジオも多く、その場合はクリーンアップ専門の職人が担当する。

## 原画トレス (素材)
アニメの素材における原画トレス（）は原画をクリンナップして描かれた動画である。原トレ（）とも。
原トレは清書された原画であり、この線がアニメ作品に直接表示される。中割は原トレと原トレのあいだを割って描かれるつまり原トレを基準とするため、原トレの品質は動画全体の品質に直結する。